# 韩山站
韩山站是徐州地铁1号线的地铁站，位于中华人民共和国江苏省徐州市泉山区淮海西路与雁山路交叉口，于2019年9月28日开通。

## 车站结构
韩山站沿淮海西路东西设置，为地下二层岛式站台车站，车站长225米，宽19.7至23.8米，车站地下一层为站厅层，地下二层为站台层，站台设置全高站台门。
| 地面              | 出入口 | 1、2、4出入口                                                                                             |
| 地下一层          | 站厅   | 客服中心、自动售票机、验票机                                                                              |
| 地下二层          | 站台   | \| \| \| █ 1号线往路窝（杏山子） \| \| 島式 · 開左邊车门 \| \| \| \| \| \| █ 1号线往徐州东站（工农路） \| |
|                   |        | █ 1号线往路窝（杏山子）                                                                                   |
| 島式 · 開左邊车门 |        | |
|                   |        | █ 1号线往徐州东站（工农路）                                                                               |

## 车站出口
韩山站目前开放3个出入口，各出口及周围设施如下所示：
| 出口编号            | 照片 | 出口指示         | 建议前往的目的地                         |
| ------------------- | ---- | ---------------- | ---------------------------------------- |
| 1 · 出口 · （设有） |      | 淮海西路（南侧） | 韩山                                     |
| 2 · 出口            |      | 淮海西路（南侧） | 韩山公寓                                 |
| 4 · 出口            |      | 淮海西路（北侧） | 徐州汽车客运西站，雁山小区，雁山农贸市场 |
| 图例： 设有         |      |                  |                                          |

## 接驳交通

### 公交车
- 淮西客运站：1路、1路区间、4路、15路、18路、18路夜班、31路、35路、58路、67路、70路、74路、76路、209路、H302路、城际501路、城际901路、城际901路医疗线、K902路、城际903路

## 车站历史
- 2018年1月31日，车站主体结构封顶[2]。
- 2019年9月28日，车站随1号线一期通车开通[1]。